# Heinrich Wendt (Archivar)
Heinrich Wendt (* 27. September 1866 in Philadelphia; † 26. März 1946 in Wernigerode) war ein deutscher Archivar.

## Leben
Wendts Vater starb 1868, seine Mutter zog daraufhin mit sechs Kindern nach Schlesien, wo sie als Lehrerin arbeitete. Die Mutter starb 1883.
Heinrich Wendt besuchte von 1872 bis 1884 das Gymnasium zu St. Maria Magdalena in Breslau. Anschließend studierte er Geschichte, Germanistik, Geographie und Anglistik an den Universitäten Halle und Breslau, 1889 wurde er promoviert. Wendt war zunächst Redakteur bei der Schlesischen Zeitung und arbeitete ab Mai 1890 als archivalischer Hilfsarbeiter am Germanischen Nationalmuseum in Nürnberg. 1891 wurde er Custos an der Stadtbibliothek Breslau, zwei Jahre später heiratete er Clara Altmann. 1906 wurde er Leiter des Stadtarchivs Breslau. In dieser Funktion publizierte er zahlreiche Schriften zur Geschichte Breslaus und Schlesiens und edierte entsprechende Quellen.
Wendt war darüber hinaus Beisitzer im Vorstand der Historischen Kommission für Schlesien sowie Vorsitzender und Ehrenmitglied des Vereins für Geschichte Schlesiens. Zum 1. April 1932 trat Wendt in den Ruhestand. 1944 floh er aus Breslau nach Wernigerode.

## Veröffentlichungen
- Der deutsche Reichstag unter König Sigmund bis zum Ende der Reichskriege gegen die Hussiten: 1410–1431. Koebner, Breslau 1889 (Untersuchungen zur deutschen Staats- und Rechts-Geschichte; 30) (Zugl.: Breslau, Univ., Diss., 1889) (Digitalisat).
- Hrsg.: Die Kaiserurkunden des germanischen Nationalmuseums, 3: vom Interregnum bis zum Tode Ruprechts, 1256–1410. In: Mitteilungen aus dem Germanischen Nationalmuseum (1890), S. 73–96 (Digitalisat).
- Hrsg. mit Berthold Kronthal: Politische Correspondenz Breslaus im Zeitalter des Königs Matthias Corvinus.
  - Bd. 1: 1469–1479. Max, Breslau 1893 (Scriptores rerum Silesiacarum; 13).
  - Bd. 2: 1479–1493. Max, Breslau 1894 (Scriptores rerum Silesiacarum; 14).
- Die Breslauer Stadt- und Hospital-Landgüter. Bd. 1: Amt Ransern. Morgenstern, Breslau 1899 (Mitteilungen aus dem Stadtarchiv und der Stadtbibliothek zu Breslau; 4).
- Bearb.: Katalog der Druckschriften über die Stadt Breslau. Morgenstern, Breslau 1903; Nachtrag umfassend die Zugänge von 1903 bis 1913. Morgenstern, Breslau 1915.
- mit Marie Scholz-Babisch (Hrsg.): Quellen zur Schlesischen Handelsgeschichte bis 1526. Bd. 1. Trewendt & Granier, Breslau 1940 (Codex diplomaticus Silesiae. 2. Reihe; 1).
- Ignaz von Döllingers innere Entwickelung. In: Zeitschrift für Kirchengeschichte. Bd. 24 (1903), Heft 2, S. 281–309 (Digitalisat).
- Das erste Jahrhundert der Kaufmännischen Zwinger- und Ressourcen-Gesellschaft in Breslau 1805–1905. Festschrift zur Jubelfeier. Korn, Breslau 1905.
- Die Breslauer Eingemeindungen. Morgenstern, Breslau 1912 (Mitteilungen aus dem Stadtarchiv und der Stadtbibliothek zu Breslau; 11).
- Breslau: 600 Jahre Bierstadt; Kretschmerwappen und Siegel, verliehen von König Albrecht II. von Böhmen. Schatzky, Breslau 1913.
- Schlesien und der Orient: ein geschichtlicher Rückblick. Hirt, Breslau 1916 (Darstellungen und Quellen zur schlesischen Geschichte; 21).
- Schlesien und der Weltfrieden: Denkschrift des Vereins für Geschichte Schlesiens. Hirt, Breslau 1919 (Digitalisat).
- Ergebnisse der schlesischen Wirtschaftsgeschichte. Korn, Breslau 1922 (Einzelschriften zur schlesischen Geschichte; 1).
- Breslau und Görlitz am Ende des Mittelalters. In: Zeitschrift des Vereins für Geschichte Schlesiens. Bd. 62./63. Jg. (1928/29), S. 73–123.
- Die ersten schlesischen Förderer der Oder-Elbschiffahrt. In: Zeitschrift des Vereins für Geschichte Schlesiens. Bd. 65 (1931), S. 302–327.